# Félix Albert Anthyme Aubert
Pour les articles homonymes, voir Aubert.
Félix Albert Anthyme Aubert, né le 24 mai 1866 à Langrune et mort le 10 janvier 1940 dans la même commune, est un peintre et un artiste décorateur français.

## Biographie
Félix Aubert est né le 24 mai 1866 à Langrune. Il expose au Salon de la Société nationale des beaux-arts à Paris. Il est nommé chevalier de la Légion d'honneur. Il meurt le 10 janvier 1940 dans sa commune natale.
En 1896, il fait partie du groupe d’artistes Les Cinq (puis Société des Six), avec Alexandre Charpentier, Henry Nocq, Charles Plumet, et François-Rupert Carabin, qui  se transforme en 1898 en un mouvement L’Art dans Tout, avec entre autres Tony Selmersheim, Henri Sauvage, Etienne Moreau-Nélaton, Jules Desbois, Paul Follot et René Guilleré . L'Art dans Tout réunit de 1896 à 1901 des architectes, des peintres, des graveurs, des sculpteurs, et les encourage à s'investir comme artistes dans l’aménagement intérieur, le mobilier et les objets de la vie courante, participant ainsi au développement de l'Art nouveau en France.

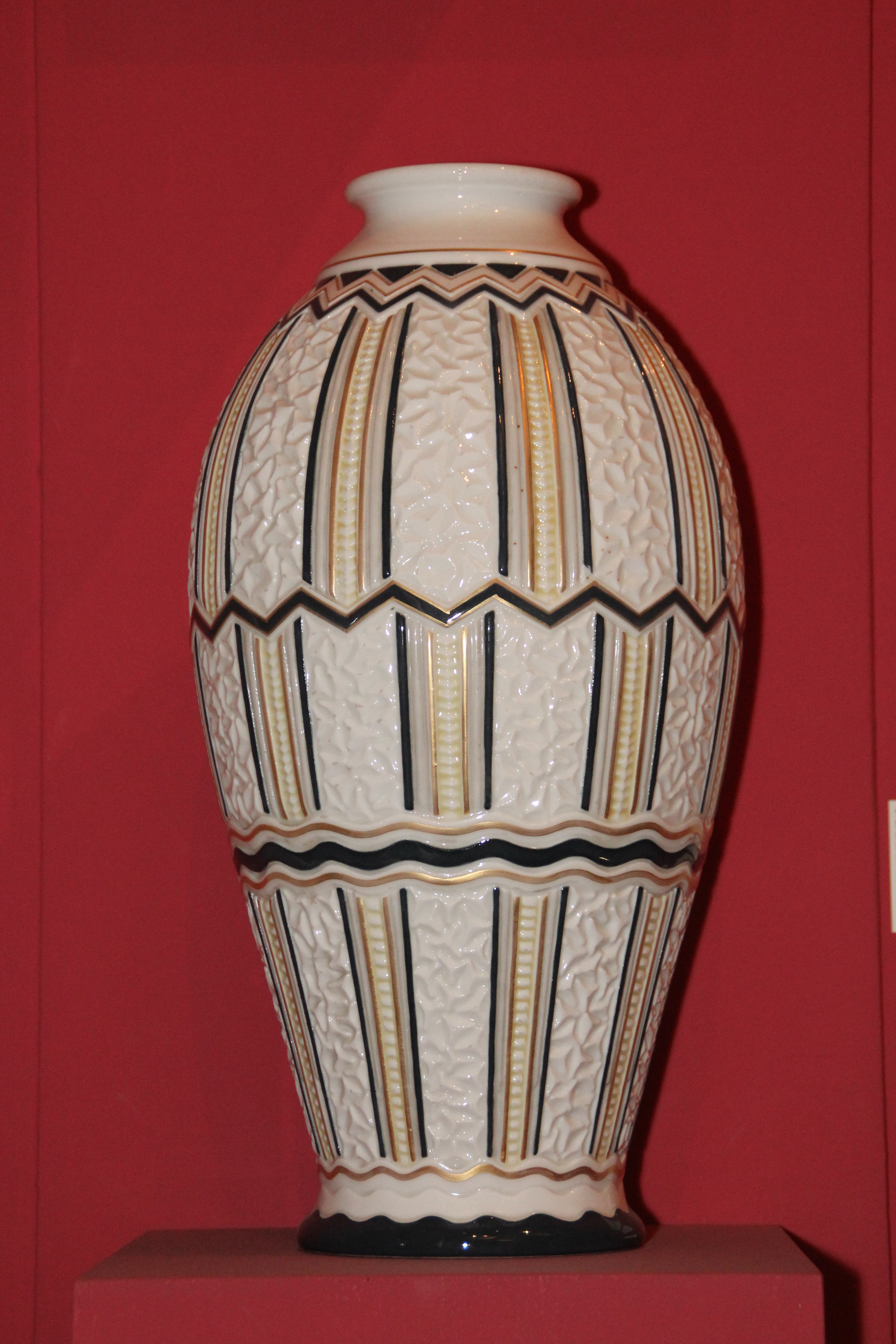
Collections du Musée national de céramique à Sèvres en France. Vase Aubert N°34 - Sèvre 1925)

## Distinctions
- Chevalier de la Légion d'honneur